# 소송요건
소송요건(訴訟要件)이란 소장에 제시된 소송상의 청구에 대해 법원의 판결이 행해지기 위해 구비하여야 할 요건을 말한다. 전소 확정판결의 존부는 당사자의 주장이 없더라도 법원이 직권으로 조사하여 판단하여야 하며 법인이 당사자인 사건에서 그 법인의 대표자에게 적법한 대표권이 있는지 여부는 직권조사사항이다. 소송판결의 기판력은 그 판결에서 확정한 소송요건의 흠에 관하여 미친다.